# West End
Il West End di Londra (in inglese West End of London, "Estremità occidentale di Londra"), comunemente indicato come West End, è una vasta area situata nella Central London, ad ovest del centro storico e finanziario (la City) e a nord del Tamigi. Nel corso degli ultimi due secoli la vita cittadina di Londra si è spostata in questa zona, prevalentemente elegante, che è oggi il vero centro sociale, morale e culturale della città.
Nel gergo comune, il West End è considerato una delle tre principali aree di Londra,
insieme alla City, centro storico più antico ma anche sede della finanza e degli affari, alla zona di Westminster, dedicata agli uffici governativi e all'amministrazione. 
Il West End risulta importante per l'intrattenimento e il turismo. Famosi sono i numerosi teatri presenti in questa zona. Amministrativamente il West End fa parte quasi interamente del distretto di Westminster, sebbene i londinesi tendano a pensare in termini inversi, considerando la località di Westminster (con il Parlamento, il Big Ben e la sede della Monarchia) come parte del West End.
Il West End si contrappone tradizionalmente all'East End, vasta area povera e poco elegante, che tuttavia negli ultimi anni ha visto qualche segno di miglioramento.

## Storia

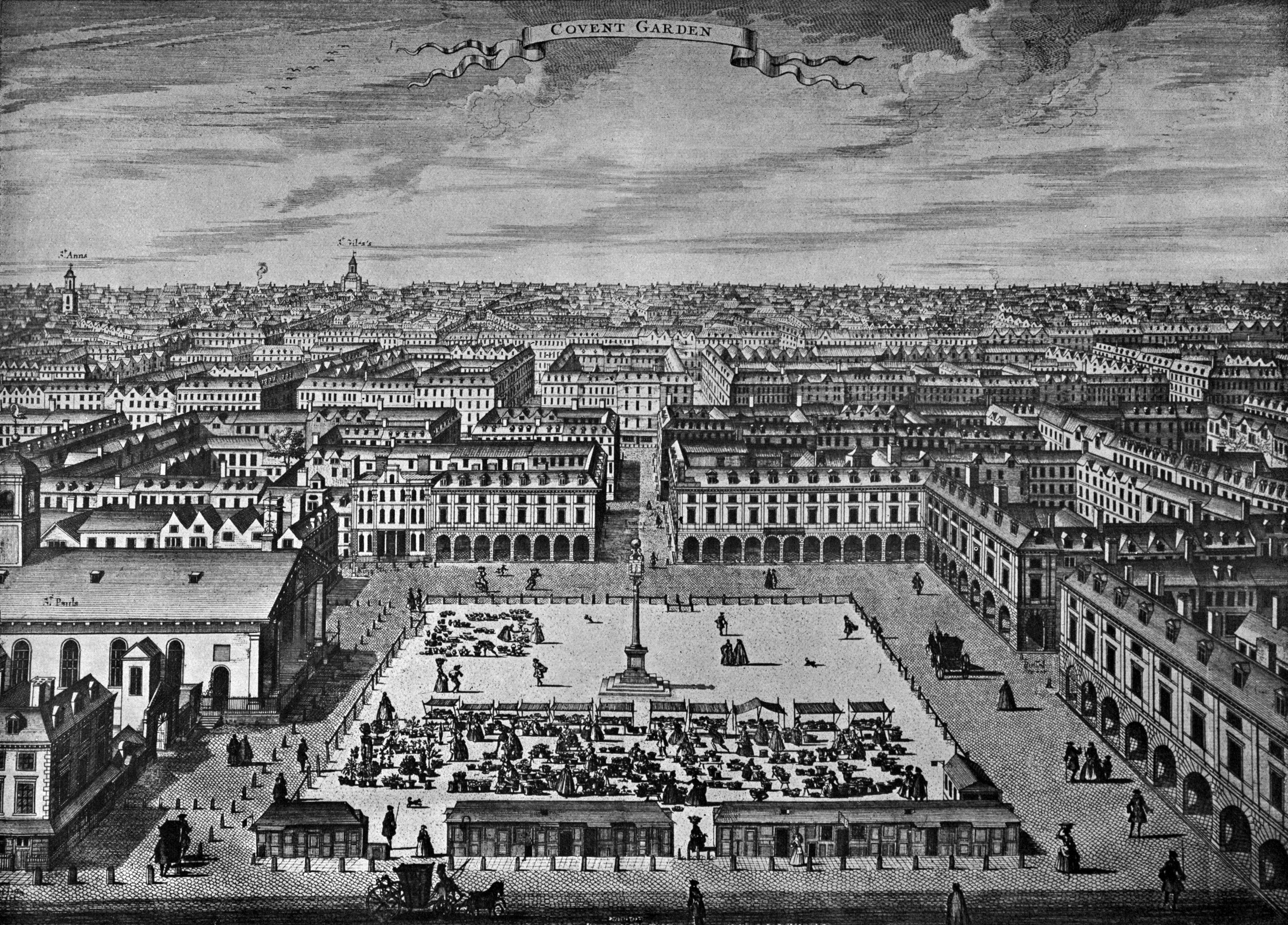
Covent Garden in una litografia del 1720

Situato a ovest della City, l'antica Londra romana e medievale e oggi importante centro finanziario, il West End è stato a lungo scelto dalla ricca élite come luogo di residenza, perché era solitamente sopravvento rispetto al fumo che proveniva dalla sovraffollata City.
Il West End si è sviluppato tra il XVII ed il XIX secolo, per ospitare una serie di palazzi, case di città onerose, negozi alla moda e luoghi di intrattenimento.
Nello stesso periodo, tutte le aree intorno alla City già abitate precedentemente come Holborn, Seven Dials e Covent Garden (che erano povere e sporche), sono state trasformate e riqualificate.
Ad oggi, il West End contiene molte delle principali attrazioni turistiche della città, negozi, aziende, edifici governativi e luoghi di intrattenimento (compresi i teatri del West End).

## Geografia
Il West End, che comprende Green Park e St. James's Park, è delimitata ad est dalla City, a sud-est dal Tamigi, a sud da Victoria Street, ad Ovest da Grosvenor Place, ed infine a nord da Piccadilly. 
La zona che viene indicata con West End, non è tuttavia sempre uguale perché varia in base al contesto. Ci si può riferire alla zona intorno a Covent Garden e Leicester Square, famosa per i teatri e altre attrazioni di intrattenimento; alla zona di Oxford Street, Regent Street e Bond Street, note strade commerciali; a tutta la zona centrale di Londra, la quale si trova a est della City (ma non ha dei confini prestabiliti).

### Quartieri

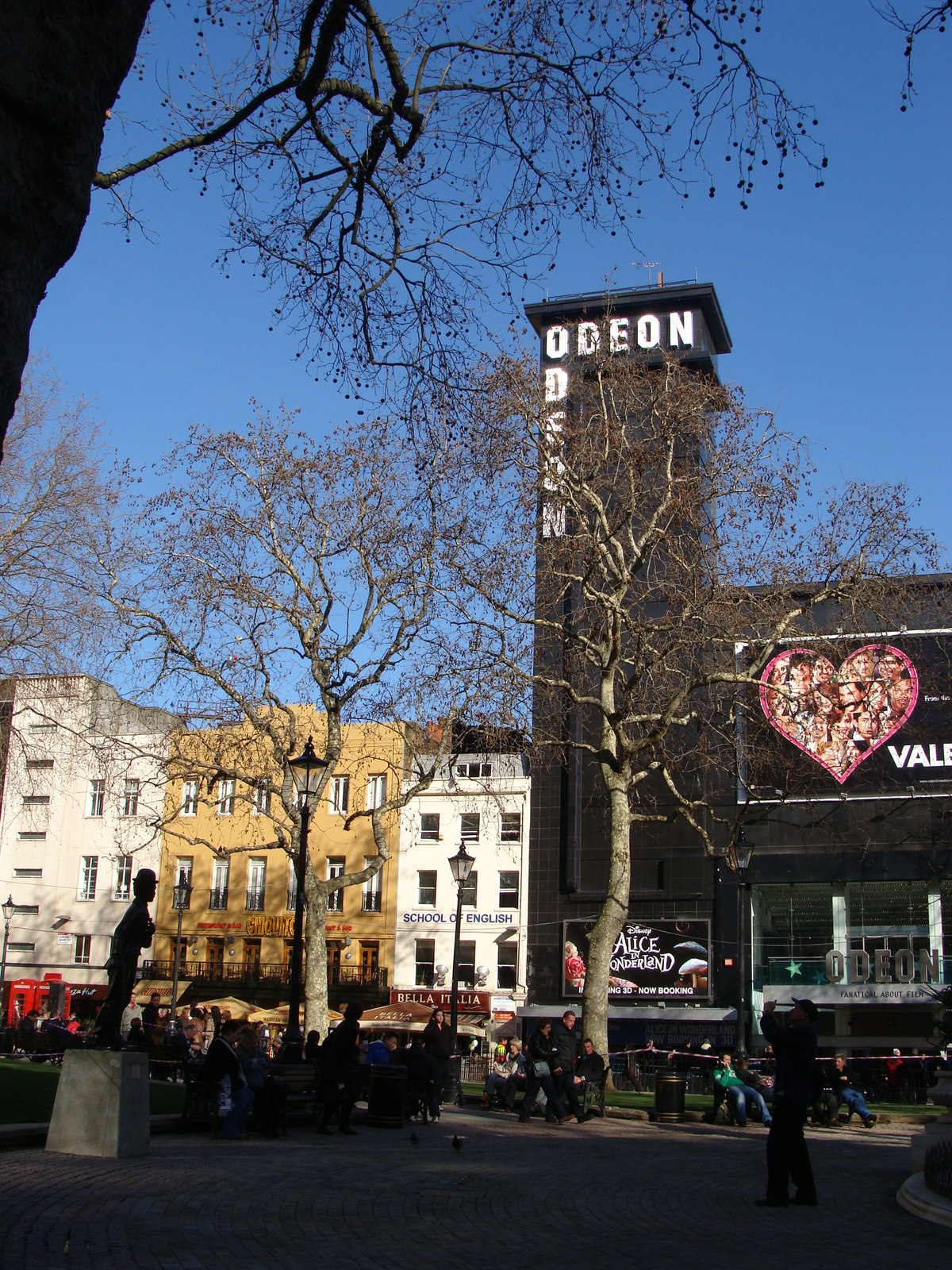
Il "Cinema Odeon" in Leicester Square

Utilizzando la definizione più in senso lato del West End, i quartieri che formano l'area del West End fanno parte del borgo londinese di Camden e della città di Westminster; questi quartieri sono:
- Bloomsbury
- Covent Garden
- Fitzrovia
- Holborn
- Marylebone
- Mayfair
- Seven Dials
- Soho
- St. James's
- Westminster

I quartieri che si trovano a sud, a nord ed ad est di Hyde Park e di Kensington Gardens si svilupparono tra la fine delle guerre napoleoniche nel 1815 e la fine del XIX secolo, in alcuni casi, sostituendo villaggi preesistenti.

## Attività

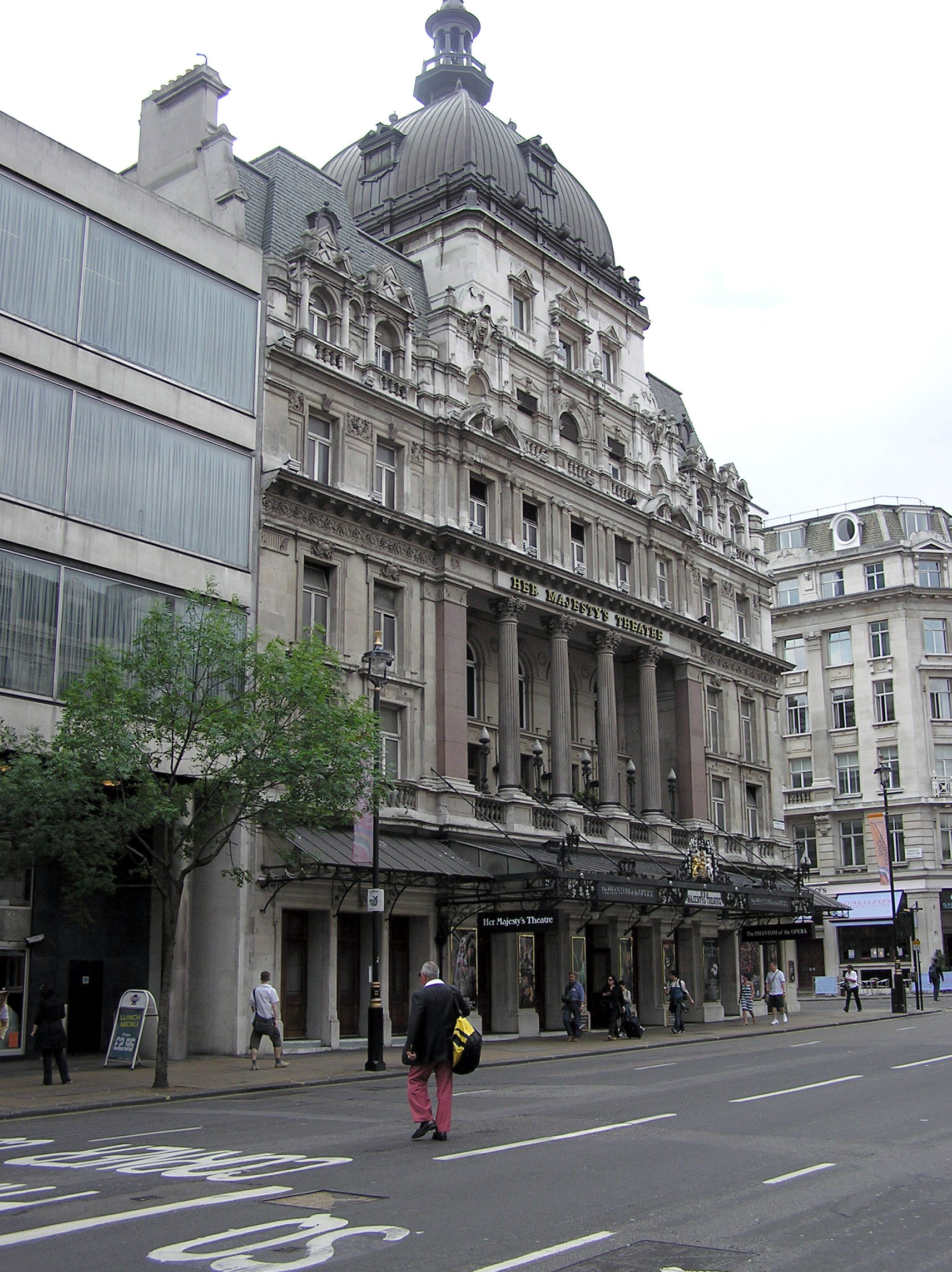
His Majesty's Theatre in Haymarket

Gli edifici e le attività presenti nel West End sono:
- Gallerie d'arte e musei
- Sedi di società finanziarie
- Scuole
- Ambasciate
- Edifici statali
- Sedi legali
- Edifici di Governo (specialmente intorno alla Whitehall)
- Sedi di televisioni
- Teatri, cinema, nightclub, ristoranti
- Negozi
- Bagni

La New Year's Day Parade, una sfilata cittadina per festeggiare il nuovo anno si svolge proprio lungo le strade del West End.

## Piazze principali

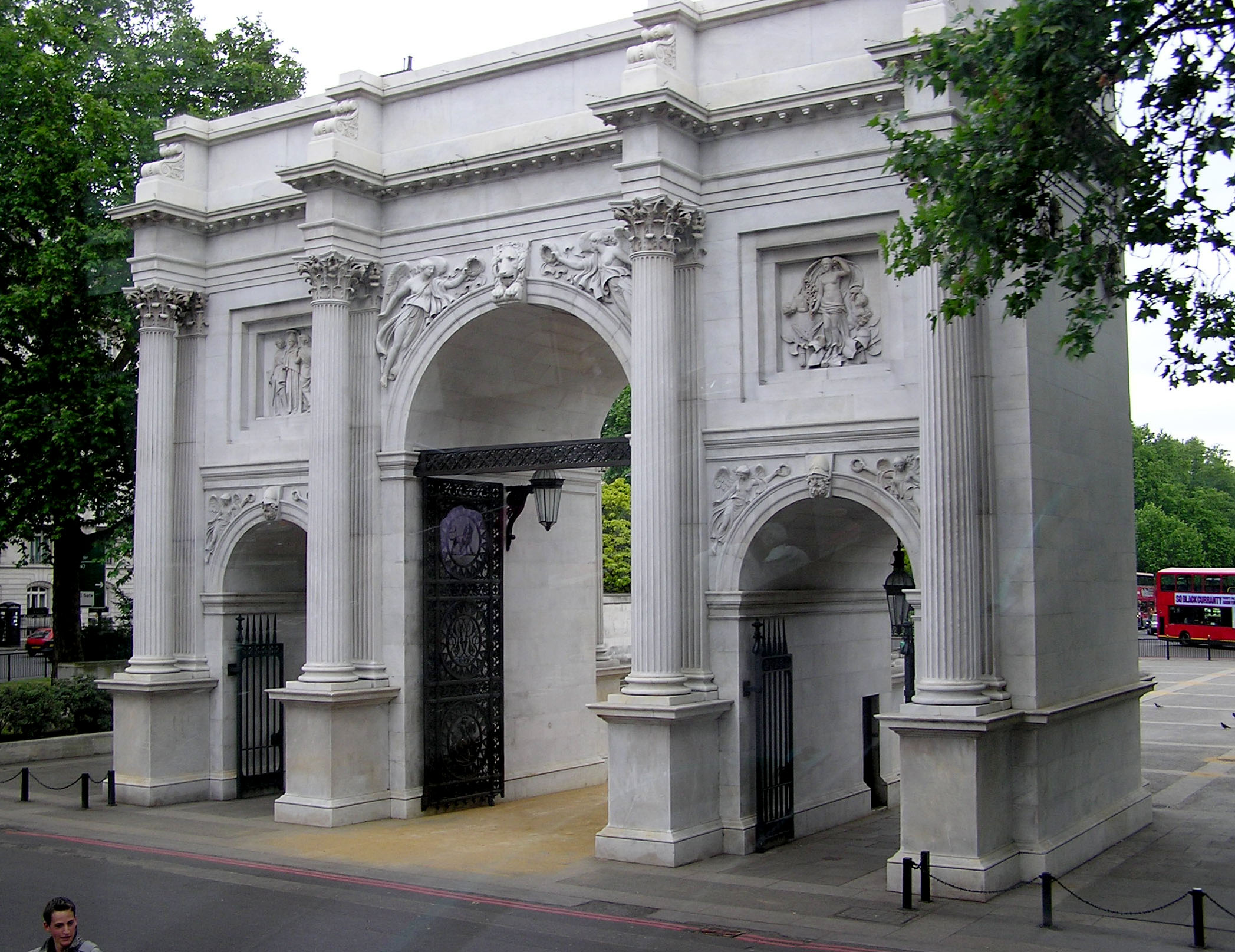
Marble Arch

- Cambridge Circus
- Grosvenor Square
- Leicester Square
- Manchester Square
- Marble Arch
- Oxford Circus
- Piccadilly Circus
- Russell Square
- St Giles Circus
- Trafalgar Square

## Curiosità
I Pet Shop Boys, nei primissimi mesi dalla loro nascita, adottarono il nome di West End come tributo alla zona londinese, zona della quale sono sempre stati innamorati. Successivamente composero West End Girls, brano che ottenne un successo planetario.